# Sailor Moon Super S: The Movie
Sailor Moon Super S: The Movie é o terceiro filme da série Sailor Moon. Este foi o nome dado na edição dublada em inglês pela Geneon Entertainment, sendo o seu nome original Pretty Soldier Sailor Moon Super S: The Nine Sailor Soldiers Unite! Miracle of the Black Dream Hole (美少女戦士セーラームーンSuperS セーラー９戦士集結！ブラック・ドリーム・ホールの奇跡, Bishōjo Senshi Sērā Mūn Sūpā Esu: Sērā Kyū Senshi Shūketsu! Burakku Dorīmu Hōru no Kiseki). O filme estreou nos cinemas japoneses em 23 de dezembro de 1995. Nos Estados Unidos, foi lançado em 15 de agosto de 2000.

## História
Serena (Usagi), Rini (Chibiusa) e as outras garotas estão na casa de Lita (Makoto) aprendendo a fazer biscoitos. Depois que terminaram, Rini (Chibiusa) vai indo para casa, quando encontra um garoto com quem começa a conversar, seu nome é Peruru. Eles ficam muito amigos e prometem que se verão novamente.
Na TV, elas vêem uma notícia: muitas crianças de todo o mundo estão desaparecendo durante a noite... E, nessa noite, Rini (Chibiusa) se levanta e misteriosamente sai de casa. Serena (Usagi) a segue e encontra as outras Inners. Elas vêem muitas crianças andando pela rua e resolvem segui-las para ver aonde iriam. As crianças vão até um estranho barco onde um homem está tocando uma flauta. Rini (Chibiusa) também está indo, mas Serena (Usagi) consegue impedi-la. o homem diz a elas para pararem de atrapalhá-lo e manda vários youma (chamados BonBon Baddies). Depois de muita luta, Tuxedo Mask (Tuxedo Kamen) aparece para ajudá-las, mas acaba muito ferido e Sailor Chibi Moon é levada pelo barco, junto com as outras crianças. Peruru aparece e tenta ajudar as Sailor Guerreiras, mas não consegue nada contra aquele flautista. Então, tudo é revelado: Peruru é irmão do homem do barco, eles e seus outros 2 irmãos são fadas que protegem as crianças (eles são Peruru, Pupuran, Oranjiya e Bananu). Uma mulher muito poderosa chamada Vadiane pediu-lhes que trouxessem as crianças da Terra para ela, pois ela as faria viver num mundo de sonhos, onde nunca se tornariam adultos. Mas, Peruru não gostou muito da idéia e não ajudou seus irmãos.
As Sailor Guerreiras partem com Peruru para o castelo de Vadiane para salvar as crianças. Chegando lá, os 3 irmãos de Peruru começam a lutar contra elas, que estão em desvantagem. Mas aí chegam Sailor Plutão (Sailor Pluto), Sailor Urano (Sailor Uranus) e Sailor Netuno (Sailor Neptune) para ajudá-las. Elas vencem a luta e as três fadas viram pássaros e vão embora. As Sailor Guerreiras e Peruru vão em busca de Vadiane, que está acabando com a energia de Sailor Chibi Moon, assim como a energia dos sonhos das crianças para aumentar o seu "Buraco dos Sonhos Negro", que tomaria toda a Terra também.
Sailor Moon tenta atacar Vadiane, mas esta entra no Buraco dos Sonhos Negro levando Sailor Chibi Moon consigo. Sailor Moon também entra no Buraco para salvar sua filha, que estava morrendo. Depois de quase ficar presa no Buraco, Sailor Moon consegue salvar Sailor Chibi Moon e as duas usam o ataque "Sublime Meditação Lunar!" ("Moon Gorgeous Meditation!") para destruir Vadiane e seu terrível Buraco dos Sonhos Negro. Então, todas as Sailor Guerreiras voltam para a Terra e Sailor Chibi Moon se despede de seu amigo Peruru, que vai embora voando para a aurora.